# Carla Fioravanti

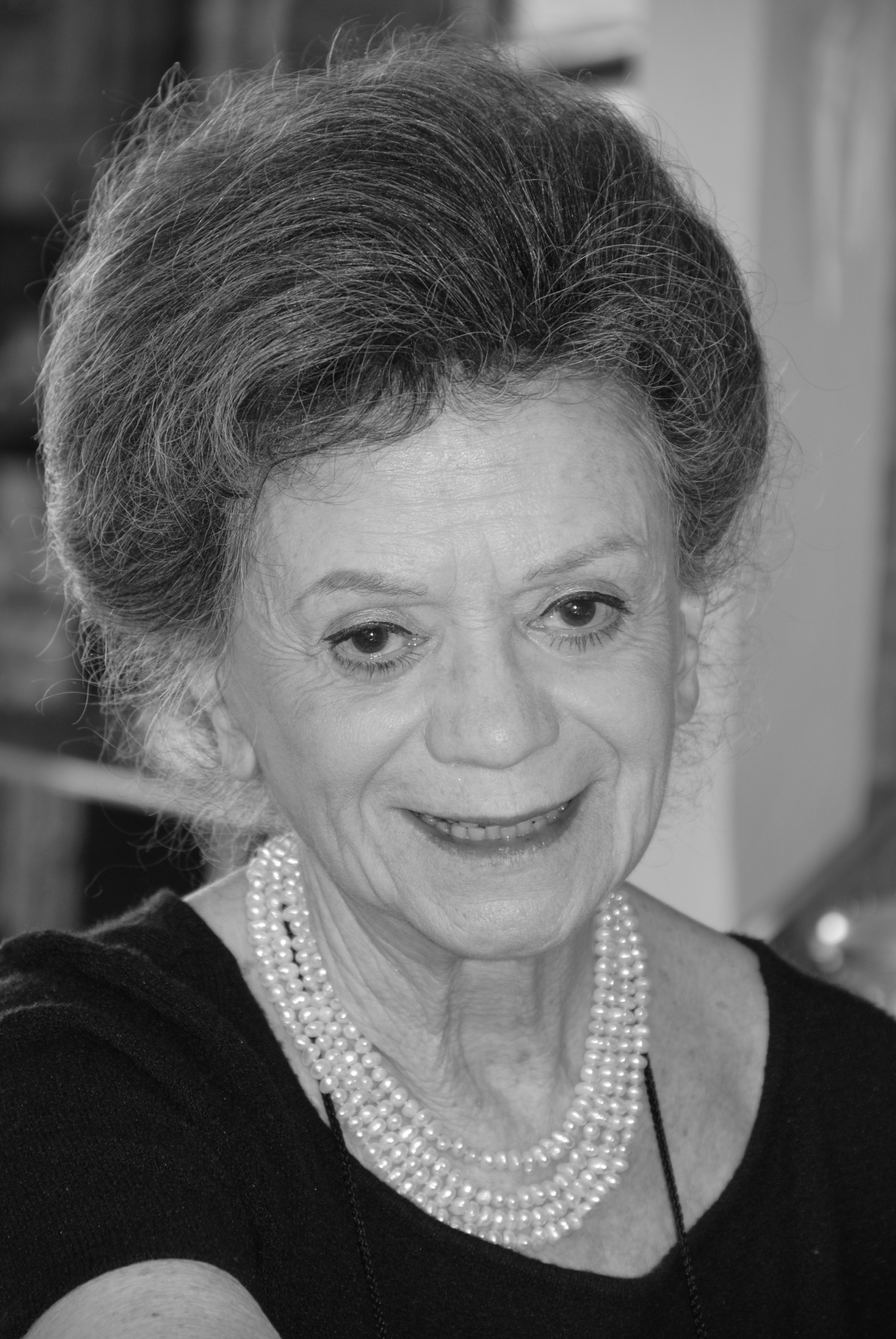
Carla Fioravanti

Carla Fioravanti, verheiratete Fioravanti-Heise (geboren 17. Mai 1933 in Civitanova; gestorben 15. Oktober 2019 in Berlin), war eine italienische Malerin.

## Leben
Carla Fioravanti studierte von 1953 bis 1955 an der Accademia di belle arti di Bologna bei Giorgio Morandi und absolvierte ihr Staatsexamen 1957 in Rom. Sie wirkte dort bei der Restaurierung von Fresken in römischen Kirchen mit und ist seitdem als freischaffende Malerin tätig. Ihre ersten beiden Einzelausstellungen hatte sie in Italien, eine davon im Geburtshaus von Gioachino Rossini. 1961 heiratete sie.
Mitte der 1960er Jahre kam sie nach Deutschland, lebte zunächst in Düsseldorf und zog dann 1972 mit ihrem Mann nach Berlin, wo sie auch an der Salvatorschule Kunsterziehung unterrichtete und als Gasthörerin Vorlesungen an der Akademie der Künste besuchte. In Deutschland hatte sie ihre erste Einzelausstellung 1970 im Rheinischen Landestheater Neuss. 1972 malte sie ihre erste TheaterbildserieGeteilte Berliner Impressionen, die sie 1991 nach dem Mauerfall mit der Reihe Commedia dell’Arte – Berlin zwischen den Mächten fortsetzte. In Zusammenarbeit mit dem Brüder Grimm-Museum Kassel entstand unter anderem 2001 das Projekt Romantik im Fluss, eine Auseinandersetzung mit der deutschen Romantik.
Werke der Künstlerin waren in zahlreichen Einzelausstellungen und Wanderausstellungen sowie im Rahmen von Gruppenausstellungen und Kunstveranstaltungen in Italien, Deutschland, 1993 in Schottland und 2000 in Holland zu sehen. Ihre 1993 entstandene Potsdamer-Platz-Trilogie befindet sich in der Sammlung des Senders Freies Berlin bzw. seit dessen Fusion mit dem Ostdeutschen Rundfunk Brandenburg 2003 in der Sammlung des Rundfunks Berlin-Brandenburg.
Fioravanti war Mitglied im Verein der Berliner Künstlerinnen und im Verein Berliner Künstler (VBK). Sie hatte zwei Söhne.

## Ehrungen
- 1979: Verdienst-Medaille bei der III. Biennale in San Leo
- 1981: Bronze-Medaille des großen Preises von Montefeltro
- 1982: Pokal der Stadt Modena
- 1992: Benninghauspreis des Vereins Berliner Künstler[3]
- 2009: Förderpreis der Werner-Viktor-Toeffling-Stiftung, Berlin
- 2010: Prämierung des Bildes „Potsdamer Platz“ beim Wettbewerb der Werner-Viktor-Toeffling-Stiftung